# Wicca et homosexualité
La plupart des branches de la Wicca considèrent que toutes les orientations sexuelles sont saines et positives pour autant que les individus aient des relations sexuelles aimantes. Bien que Gerald Gardner, une figure-clé de la Wicca, était réputé être homophobe, cette aversion historique n'est plus répandue à présent. Les Gays, les lesbiennes, les bisexuels et les personnes transgenres, sont accueillis dans les communautés, les covens, les groupes d'études et les cercles néopaïens. Beaucoup d'entre eux furent au départ attirés pour cette raison par les religions néopaïennes, dans lesquelles leurs relations amoureuses étaient présentées sur un pied d'égalité. Parfois, leur désir est plus spécifiquement de s'éloigner de la pression homophobe qu'ils ressentent dans leur religion d'origine.
Afin de soutenir cette philosophie, beaucoup de Wiccans citent l'Allocution de la Déesse, qui dit que « Tous les actes d'Amour et de Plaisir sont mes rituels ».

## Exceptions historiques
Une exception remarquable est la Wicca Gardnérienne et certains autres groupes relativement conservateurs. Les Gardneriens ne font habituellement pas de jugements moraux sur les personnes LGBT, mais leurs covens se constituent habituellement de couples masculin-féminin. Il se peut que cette pratique émerge de l'influence de Gerald Gardner qui écrivit (citant une sorcière qui l'avait initiée, mais le faisant avec ses propres mots) :

« Les sorcières me disent : "La loi a toujours été que le pouvoir doit être passé de l'homme vers la femme ou de la femme vers l'homme, la seule exception étant quand une mère initie sa fille ou un père son fils, parce qu'ils font partie d'eux-mêmes."(la raison est qu'il est probable qu'un grand amour se manifeste entre personnes qui traversent les rites ensemble.) Elles continuent en disant : 'les Templiers ont brisé cette loi venue du fond des âges en passant le pouvoir d'homme à homme : ceci conduisit au péché et ce faisant causa leur chute." »

Un autre témoignage sur l'attitude de Gardner émane de Lois Bourne, une des Grandes Prêtresses du Coven de Bricket Wood :

« Gerald était homophobe. Il détestait profondément l'homosexualité, qu'il regardait comme une perversion et une transgression flagrante de la loi naturelle... Gerald criait presque : « il n'y a pas de sorcier homosexuel et il est impossible d'être à la fois homosexuel et sorcier ». Personne ne le discutait. »

La plupart des traditions Wiccanes vénèrent le Dieu et la Déesse, et un pilier central de la liturgie wiccane est le Grand Rite, une interaction sexuelle rituelle, réelle ou symbolique entre les deux divinités. Ceci est traditionnellement réalisé par un prêtre et une prêtresse qui ont invoqué les divinités en eux, et la pratique conventionnelle semble être exclusivement hétérosexuelle. Quand elle est réalisée symboliquement, cette pratique implique l'athame (représentant le principe masculin) descendant dans le calice (représentant le féminin).

## Croyances et pratiques plus récentes
Ceci a conduit certains Wiccans (et d'autres occultistes) à exprimer des vues homophobes, ce qui a conduit à des observations telles que celle-ci émanant de la Fédération Païenne du Canada : « au cours des dernières décennies, beaucoup de gens ont pensé que l'accent placé sur la polarité mâle/femelle dans la Wicca en excluait les homosexuels ». Cependant, cette source continue d'argumenter en faveur de la validité des orientations LGBT même au sein de la wicca traditionnelle, en affirmant qu'il est probable que les gays et les lesbiennes soient particulièrement vivants dans l'interaction des principes masculins et féminins au cœur de l'Univers.
Historiquement, l'église chrétienne et les gens du peuple ont cru que plus de femmes que d'hommes étaient impliquées dans le paganisme et la sorcellerie, ce qui peut être observé en remontant en 1487 avec l'impression du Malleus Maleficarum. Plusieurs auteurs modernes de livres wiccans expliquent que, dans la Wicca contemporaine, la situation est semblable. Il y a probablement environ le même pourcentage de personnes LGBT pratiquant la wicca que de personnes LGBT dans la population au sens large. Ceci, et l'équilibre demandé de pratiquants masculins et féminins, peut parfois être un obstacle pratique pour les LGBT qui souhaitent se joindre à des cercles traditionnels, un obstacle souvent partagé d'ailleurs avec les célibataires. La réelle orientation sexuelle de l'individu n'est pas un problème.
Une exception est la Wicca Dianique (également connue comme sorcellerie ou spiritualité féministe), une branche de la wicca pratiquée presque exclusivement par des femmes, dont la plupart sont hétérosexuelles et préférant pratiquer leur spiritualité avec d'autres femmes, en explorant les Mystères Féminins. Certaines dianiques sont lesbiennes, tout comme il y a d'autres lesbiennes dans d'autres dénominations wiccanes. Les wiccans dianiques vénèrent une déesse mais pas un dieu, et forment des covens uniquement féminins, pour la majeure partie. Il existe des Dianiques qui mélangent les genres, comme les McFarland Dianics, qui pratiquent soit entre femmes seulement ou au sein de cercles métissés, et qui peuvent ou non inclure le dieu dans leur travail.

### Les Membres Homosexuels dans les Groupes Traditionnels Wiccans
Beaucoup de groupes wiccans plus traditionnels maintiennent à la fois l'accent sur les appariements masculin-féminin et une acceptation de l'homosexualité.
On justifie souvent ceci en argumentant que les couples mâle-femelle sont une part importante de la reproduction et en tant que tels centraux à une religion de la fertilité (ce que la wicca traditionnelle est, bien que certaines formes plus tardives de la wicca ne le soient pas). Cependant, beaucoup de wiccans traditionnels soutiennent qu'ils peuvent vénérer cet aspect générateur de l'hétérosexualité sans prétendre que cela soit une forme supérieure de l'expression sexuelle.
D'ailleurs, vu qu'aucune forme de la Wicca n'a jamais prétendu que la sexualité ne devait rechercher QUE la reproduction, ce que de tels traditionalistes proclament est qu'il n'y a pas de conflit entre quelqu'un qui vénère les aspects procréateurs du sexe et un autre, même s'il ne correspond pas directement à leur propre expérience sexuelle.

## Les traditions orientées «gay et lesbien»
La Wicca Dianique est une religion qui accueille avec plaisir les lesbiennes païennes, on y célèbre leurs manières de voir en matière de féminisme, de sexisme, et de renforcement du pouvoir des femmes au sein de la culture matriarcale.
Bien que pas spécifiquement Wiccane, une branche de la sorcellerie traditionnelle a fourni un foyer pour beaucoup d'hommes et de femmes LGBT néopaïens. La Feri Tradition est très ouverte à toutes les orientations sexuelles, et certaines sources encouragent la bisexualité durant les rituels afin d'atteindre l'extase. Il ne faudrait cependant pas confondre la Feri Tradition avec d'autres traditions spirituelles portant le nom de « Faerie » (par exemple, les Radical Faeries), ainsi que les branches de la wicca qui se concentrent sur la connaissance féerique.
Des covens uniquement masculins de sorcellerie « Faery » ont été formés et sont de plus en plus acceptés au sein du groupe plus large des sorcières « Faery ». Chaque année, on marie à la fois des couples hétérosexuels et LGBT lors de cérémonie d'union sorcière « Faery ».
La Fraternité Minoan fut fondée en 1977 à New York par Edmund Buczynski, un ancien de la Wicca Gardnérienne et des Traditions Galloises New Yorkaises, afin de créer une tradition de pouvoir pour les gays et les bisexuels, qui célébreraient et exploreraient les mystères propres aux hommes qui aiment les hommes. La Fraternité des Sœurs Minoan fut créée en contrepartie à la fraternité masculine un peu après par Lady Rhea et Lady Miw-Sekhmet en collaboration avec Buczynski, sur base de son travail au sein de la fraternité masculine. Les initiations sont toutes conduites dans des cercles de même sexe. Les deux traditions continuent à ce jour d'exister. Les deux fraternités sont assermentées, ce sont des religions initiatiques portant sur les mystères de la nature; elles utilisent un réseau rituel qui descend de la Wicca Gardnérienne.
La Fraternité du Phoenix fut créée au cours de l'été 2004 par sept hommes gays provenant de traditions diverses telle que la magie cérémonielle, le  chamanisme, et la sorcellerie pre-gardnérienne afin de créer une tradition néo-païenne œcuménique qui serve la communauté des hommes qui aiment les hommes. Le souhait de la Fraternité est d'aider les gays, les bisexuels et les transgenres à dépasser le fardeau des labels sociétaux. La Fraternité rejette les croyances limitantes et les préjudices de la culture moderne, ainsi que les religions qui prêchent l'intolérance et la haine. Au lieu d'un enseignement didactique, ils soulignent un simple principe néo-païen : « Trouve le Divin au Sein de ta Propre Expérience ». Afin de donner du mouvement à ce principe, ils tiennent des rituels publics lors des huit fêtes de la roue de l'année païenne, et y célèbrent l'incarnation de l'esprit gay masculin à travers le cycle de la vie tels que les humains en font l'expérience. La Fraternité s'engage dans les principes d'Activisme et d'Éducation afin de construire des relations positives qui profitent à la fois à notre communauté et au monde dans lequel nous vivons. L'Ordre sponsorise des ateliers, des conférences, des événements sociaux et des campagnes activistes afin de réaliser ses objectifs.
Il existe un autre groupe à prédominance gay, appelé les Radical Faeries, qui mettent l'accent sur une spiritualité queer. Certaines branches sont exclusivement centrées sur la spiritualité gaye; d'autres sont ouvertes à tous les genres et à toutes les orientations.
D'autres traditions gays incluent la Tradition de la Triade (Hectite Tradition) et celle de l'Homme Vert (divinités homosexuelles, bisexuelles et transgenres).[réf. nécessaire]